# Под знаком Мантикоры
«Под зна́ком Мантико́ры» — фантастический роман Алексея Пехова, признан лучшим отечественным фэнтези романом 2004 года по мнению журнала «Мир фантастики».

## Аннотация
Когда над страной нависла угроза, когда оживают страницы древних сказаний и трон королевства уже не так прочен, как раньше,— происходит загадочное убийство маршала кавалерии Таргеры. Это первое звено в головоломной цепи событий, в которые по воле судьбы оказывается вовлечен капитан контрразведки маркиз Фернан де Суоза, на чью долю выпало расследовать это непростое дело. А тут еще ему поручают найти неуловимого шпиона северных соседей. Затем на руках у Фернана умирает его друг и коллега. Как распутать клубок загадок и узнать тайну, приведшую в движение столь великие силы? Что поможет не оступиться с выбранного пути, а что можно отбросить — долг, веру, честь дворянина или, может быть, память о прошлом? Ведь надо предотвратить попытку переворота и, параллельно, не поссориться с церковниками, которые охотятся за бумагами, способными перевернуть устои церкви…

## Персонажи
- Фернан Руис де Суоза маркиз де Нарриа — капитан королевской контрразведки («василиск»). Невысокий худощавый блондин с пронзительными голубыми глазами, тридцати лет. Последний представитель своего рода, двенадцатилетним переживший ту ночь, когда вся его семья была убита. Хладнокровный, проницательный, превосходно владеет шпагой. У него репутация весьма опасного противника на дуэли и превосходного следователя, который раскроет всё, что ему поручено.
- Рийна шан Марьердес ун Таш’щда из клана Дочедез, маркиза де Нарриа — капитан боевого фрегата «Лунный крокодил». Жена Фернана. Ламия — представитель расы существ-долгожителей, почти полностью идентичных людям. Отличиями является долгий срок жизни (примерно в три раза дольше, чем у людей), непременно чёрные волосы, зелёные глаза и смуглая кожа. Также ламии отличаются бешеным темпераментом, который у мужчин не связан ничем, но женщины-ламии научились обуздывать свой характер.
- Шейр шан Гарьердес ун Таш’щда из клана Дочедез — «василиск», сослуживец Фернана. Ламия, двоюродный брат Рийны, друг семьи де Суоза.
- Абоми — слуга Фернана. Огромный, широкоплечий, чернокожий воин с Черного континента из Стран Дождливого Берега. Бывший унси-нада — воин Храма Дождя. Исповедует религию, очень похожую на вуду. Обладает некоторыми магическими способностями.
- Мигель Алессандро де Лерро — Епископ Эскарины, глава Ордена крови Бриана, второй человек в Церкви Таргеры после Его Высокопреосвященства кардинала Хосе Пабло де Стануззи. Очень хитёр и умён, является одним из сильнейших магов, уступая только кардиналу. Истинный сын Церкви
- Паоло Жозе де Вредо герцог де Вольга — один из лучших друзей Фернана. Также старинный приятель Рийны. Его род — четвёртый в очереди на престол. Весельчак и балагур с одной стороны — и в то же время прекрасный фехтовальщик и редкий храбрец, которому ничего не стоит выйти с дагой против кабана, защищая товарища на охоте. Готов участвовать в любом деле Фернана, лишь бы было интересно, не взирая на опасть — дуэль ли, поимка шпиона или уличные бои. Гомосексуален, из-за чего в своё время имел тяжёлую беседу с кардиналом Таргеры и был вынужден полтора года жить не в столице, а в своём имении в провинции.
- Сезар Сильва де Кошта маркиз де Армунг — королевский шут. Последний в своём роду. Несколько не в себе, что позволило ему с лёгкостью занять свою должность. Весьма умён и язвителен, имеет большое влияние на короля наряду с фельдмаршалом. Злопамятен и не прощает обид. Участвуя в групповой дуэли де Суоза лишился глаза, и некоторое время жил у маркиза, выздоравливая. Сочиняет ужасные стихи и регулярно мучает ими неосторожных слушателей.